# Yamil (cantante)
Yamil Emil Navarro Gorritz, (Bayamón, Puerto Rico, 3 de enero de 1979) es un cantante y compositor de reguetón, pop latino y trap latino. Además de su música, con cuales tuvo contratos de Universal, Codiscos y Fonovisa, ha sido punto de controversia por escándalo de video sexual entre él y la cantante Noelia y deslizes ha tenido contra la justicia.
Yamil comenzó con sus sencillos dentro de las compilaciones de DJ Eric (The History y la Saga) junto a su excompañero Delfín. Yamil fue 'host' del programa Esto está encendío en TN3 Miami, participó en Una Made in Manhattan, Corazón Valiente y El Rostro de la Venganza por Telemundo.

En 2007 se filtró en internet un video casero el teniendo relaciones sexuales con la cantante Noelia. El video causó tal revuelo que Yamil tuvo que hablar del mismo en programas como Cristina, Revista People en Español, Univisión, Telemundo y casi todos los medios locales e internacionales.
Yamil continuó en la música cual realizó varios sencillos ya residiendo en Miami. Obtuvo colaboraciones con Tego Calderón, Lennox y Nicky Jam. En 2018 firmó contrato con Sergio George Yamil salió de prisión en 2020, reside en Miami donde estará haciendo nuevos temas.

## Discografía
- The History by DJ Eric Industry (Compilación, 2002)
- DJ Eric La Saga - 2003
- Melao (junto a Noelia) - 2004
- Latin Hustlers - 2007

## Sencillos
- «Atrevete» - 2005
- «Baby, baby» - 2005
- «1,000 Palabras» - 2013
- «Booty» - 2015
- «Bajo los Efectos» - 2008
- «Party Encendío» feat. Nicky Jam -2020

(Originalmente se grabó en 2012)

- «Efectivo» - 2019
- «Dios y la Glock» feat. Pacho (El AntiFeka) y Jambo el Favo -2019
- «No me quiero casar» -2019